# 1996년 휴런호 아열대폭풍
아열대폭풍 휴런(Subtropical Storm Huron)은 1996년 9월 11일 휴런호에서 발생한 아열대폭풍이다.
1분 평균 풍속이 65kt으로 SSHS 1등급 허리케인과 똑같은 세력이며 오대호에서 관측된 유일한 아열대폭풍이다.

## 허리케인의 진행

### 진행

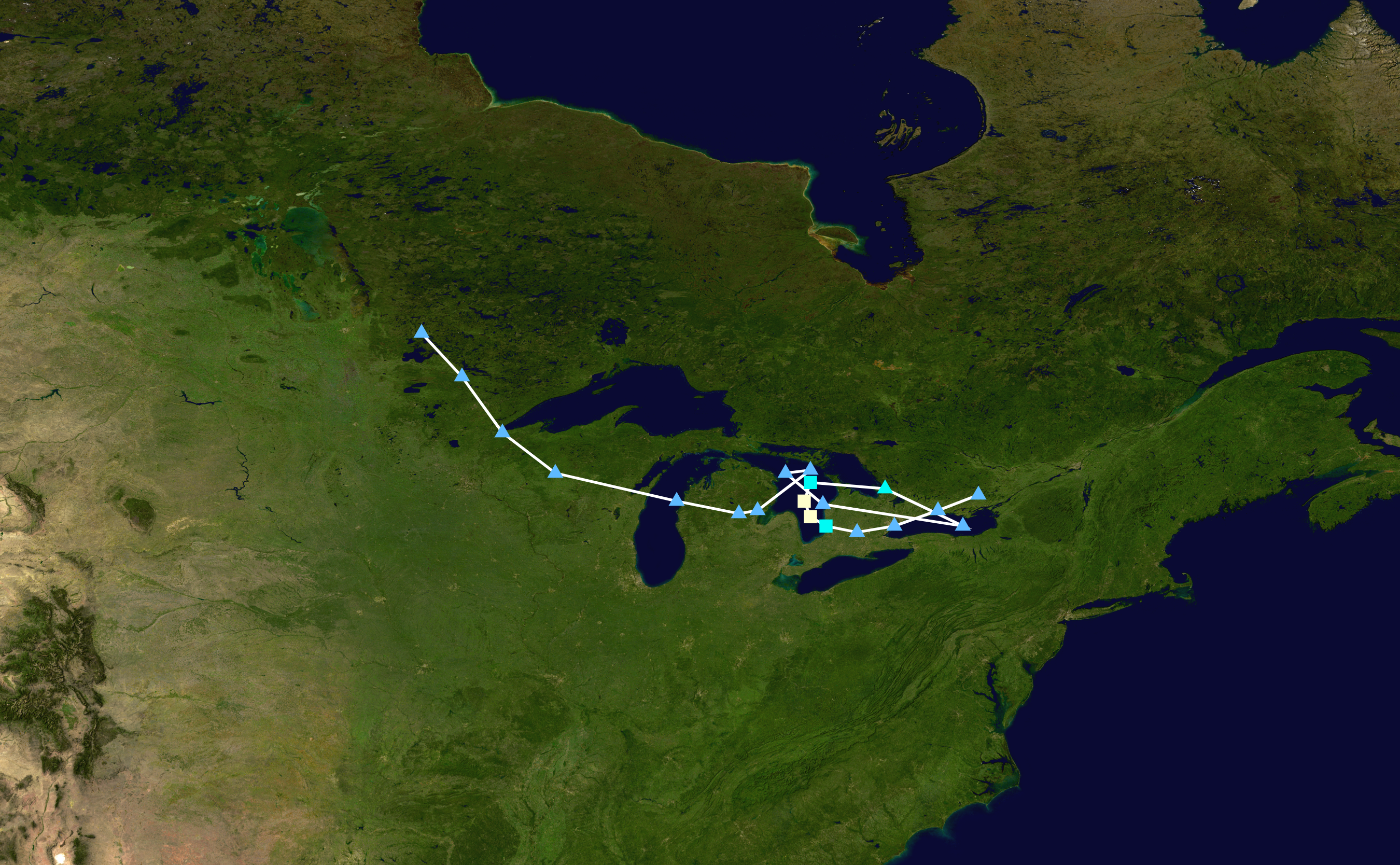
허리케인 휴런의 이동 경로

1996년 휴런호 아열대폭풍은 발생하기 전인 1996년 9월 11일, 슈피리어 호에서 발생된 저기압이었다. 그 당시 저기압의 기압은 1012hPa로 이 저기압은 점차 발달하여 9월 13일, 저기압은 아열대 성질을 가지기 시작하였다. 그리고, 9월 14일에 대략 65노트의 SSHWS 기준 1등급 수준의 허리케인으로 발달하였다. 휴런 호에선 허리케인이 생성되는 일이 매우 드물어 명명할 이름이 없었기 때문에 휴런 호에서 이름을 따 허리케인 휴런으로 불렸다. 허리케인 휴런의 최전성기 당시 최저기압은 992hPa였고, 하루 뒤인 9월 15일에 강한 윈드시어로 인해 구조가 붕괴되어 빠르게 약화되었고, 캐나다 온타리오 주 남서쪽에 상륙하여 이 폭풍은 소멸하였다.

### 기록
1996년 휴런호 아열대폭풍은 북서태평양, 북대서양, 또는 동태평양 등 주로 발생하는 지역에서 생성되지 않고 매우 드물게 휴런 호에서 생성되었다. 또한, 이 폭풍은 오대호에서 발생한 최초의 허리케인급 폭풍이었다. 보통 북대서양에서 발생한 허리케인의 잔존 저기압이 오대호 근처까지 오긴 하나, 그 저기압들은 대부분 열대성 또는 아열대성으로 다시 발달하지 않고 소멸하는데 오대호에서 폭풍이 발생하는 일은 극히 드문 일이다. 이와 같이, 지중해 또는 남대서양에서도 드물게 사이클론이 발생한다.

## 피해
이 폭풍으로 인해 미국 뉴욕 주 일부와 캐나다 온타리오 주 일부에서 홍수가 발생했으나 심각한 피해는 없었다.

## 같이 보기
- 휴런호
- 1996년 북대서양 허리케인 시즌 (영어판)
- 남대서양 열대저기압